# Hosszúcsőrű barkósfakusz
A hosszúcsőrű barkósfakusz (Rhabdornis grandis) a madarak osztályának verébalakúak (Passeriformes) rendjébe és a seregélyfélék (Sturnidae) családjába tartozó faj.

## Rendszerezése
A fajt Finn Salomonsen dán ornitológus írta le 1953-ban. 2004-ig a barkósfakuszfélék (Rhabdornithidae) családjába tartozó faj volt.

## Előfordulása
A Fülöp-szigetekhez tartozó Luzon szigeten honos. Természetes élőhelyei a szubtrópusi vagy trópusi síkvidéki esőerdők. Állandó, nem vonuló faj.

## Megjelenése
Testhossza 18 centiméter, testtömege 45-46 gramm.

## Természetvédelmi helyzete
Az elterjedési területe korlátozott, egyedszáma ugyan csökken, de még nem éri el a kritikus szintet. A Természetvédelmi Világszövetség Vörös listáján nem fenyegetett fajként szerepel.